# Kostel svatého Otmara (Hoštka)
Kostel svatého Otmara v Hoštce je původně románská, později gotická a nakonec barokně rozšiřovaná sakrální stavba. Zřejmě byl zasvěcen sv. Otmarovi z toho důvodu, že v kronikách byl zaznamenán první duchovní správce Hoštky kněz Otmar, který v místě působil od roku 1177. Tradice pak dala podnět k patrociniu sv. Otmara, se kterým nesl první hoštecký kněz stejné jméno. Kostel byl součástí dřívější biskupské vsi, která se stala později poddanským městečkem roudnického panství. Stojí „ukryt“ ve stísněném prostoru mezi domy jihovýchodně od náměstí Svobody. Postupně zřejmě zaplnil původní hřbitov. Od roku 1964 je kostel chráněn jako kulturní památka.

## Historie
Původní románská stavba ze 12. století se jen ve zbytcích dochovala ve spodní části věže. Když pominuly husitské války a Hoštka byla poničena, byl na konce 15. století postaven nový gotický kostel, z něhož se dochoval presbytář, část lodi a spodek věže. K rozšiřování kostela, i když původní prostor byl již tak stísněn došlo v průběhu renesance, kdy se v západním průčelí objevily půlměsíc a hvězda jako symboly majitele města v letech 1544–1575, hraběte Tarnovského. K dalšímu rozšíření došlo v baroku v letech 1703–1712. V 60. a 70. letech 20. století došlo k řadě „modernizačních“ zásahů do vzhledu kostela, mimo jiné byl vyměněn ciferník hodin, ale byla i zasklena okna aj. K velké opravě došlo také v devadesátých letech 20. století.

## Architektura
Kostel má čtvercovou loď s odsazeným polygonálním presbytářem. Na jeho severním boku se nalézá mohutná čtyřboká věž. Na jižním boku jsou sakristie a kaple. V ose západního průčelí se nachází předsíň. Pozdně gotický presbytář má kružbová okna mezi opěrnými pilíři. Uvnitř se nacházejí dvě pole křížové žebrové klenby a paprsčitý závěr na figurálních konzolách. Loď kostela je barokní z let 1703–1712. Okna lodi jsou sklenutá segmentem. Štít je opatřen pilastry, volutými křídly a segmentovým vrcholem. Uvnitř lodi je plochý strop s malbou Korunování Panny Marie. Hranolová věž s jehlancovou helmicí a lucernou, snad původně starší, je v dnešní výšce z období renesance. Uvnitř je zdivo a okno původní románské lodi. Na střeše se nachází půlměsíc a hvězda – znaky hraběte z Tarnova a sanktusník.

## Vybavení
Uvnitř je polygonální, bílozlatá kamenná křtitelnice s reliéfy, plastikami a soškou sv. Jana Nepomuckého pocházející z 18. století. V lodi se nachází lavice a dva boční oltáře, které jsou zasvěceny Svaté rodině a sv. Janu Nepomuckému, který je opatřen plastikou Piety. Jedná se vesměs o barokní dílo z první poloviny 18. století. V kostele se nacházejí dvě velké sochy: sv. Mikuláše a biskupa s berlou; dále několik menších plastik a obrazů, rokajový rám a jiné předměty z 18. století. Na jižní straně lodi visí obraz biblické události: Vzkříšení Lazara z roku 1832 od Johanna Grusse z Litoměřic. Další zařízení, včetně hlavního oltáře i v podvěžní kapli je pseudoslohové.

## Okolí kostela
U kostela v domě čp. 92 je fara. Jedná se o přízemní empírovou stavbu se schody ke kamennému portálku, kde se nachází letopočet 1826.